# Pester Schachklub
Der vermutlich im Jahr 1839 gegründete Pester Schachklub (ungarisch Pesti Sakkör, in heutiger Rechtschreibung Pesti Sakk-kör) war der älteste Schachverein in Ungarn, der sich zu einem Zentrum des nationalen Schachlebens entwickelte. Aus dem Zusammenschluss mit einem anderen Verein ging 1894 der Budapester Schachklub hervor, der bis 1951 bestand.

## Ursprünge des Schachvereins
Über die genaueren Umstände der Entstehung des Pester Schachklubs herrscht Unklarheit. Als Gründungsjahr wird in der Regel 1839 angegeben. Es gibt dafür jedoch keinen schriftlichen Beleg. In der deutschsprachigen Pester Zeitschrift „Der Spiegel“ wurde im September 1842 berichtet, dass sich in Pest „unter dem Vorsitz von Herrn Josef Mayer“ ein neuer Schachklub gegründet habe. Dieser habe den Pariser Schachklub zu einem Match aufgefordert, der Einsatz solle 500 Forint betragen. Meist wird angemerkt, Vincenz Grimm sei der (erste) Vorsitzende gewesen. Dies braucht kein Widerspruch zu sein, wenn man ihn als Leiter auf spielpraktischer und Mayer auf organisatorischer Ebene betrachtet. Johann Berger, der zumeist über gute Quellen verfügte, erwähnt als wichtigste historische Daten die Jahre 1839 und 1864 (siehe unten). Über das Gründungsdatum flammte in den Jahren 1913 bis 1915 Streit auf, die meisten Stimmen sprachen sich für 1839 als Gründungsjahr aus. Damals hatte sich noch der Zeuge Fridrich Altstock gefunden, der angab, persönlich der Gründung beigewohnt zu haben.

## Der Fernschachwettkampf gegen Paris
Zu den Gründern des Vereins zählte namentlich auch der damals stärkste ungarische Schachspieler József Szén. Im Jahr 1842 kontaktierte ihn der Pariser Cercle d'Échecs, um den bereits erwähnten Korrespondenzwettkampf auszutragen. An der Spitze der Pariser Schachmeister stand Pierre Saint-Amant. Beide Partien, die bis 1845 andauerten, konnte das von dem sogenannten „Triumvirat“ geführte ungarische Team für sich entscheiden, was dem Pester Schachklub einen großen Prestigeerfolg eintrug. Das Triumvirat bildeten Szén, Johann Löwenthal und Vincenz Grimm.
Nach einer Partie dieses Wettkampfes erhielt die Ungarische Verteidigung ihren Namen.

## Krise und Erneuerung des Klubs

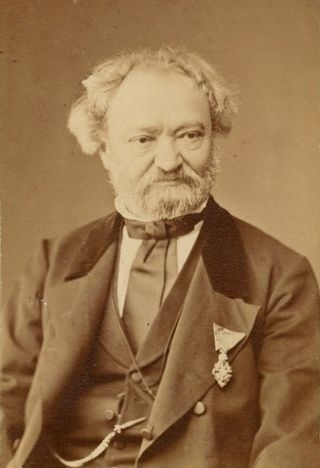
Ferenc Erkel

Der Schachklub hatte Ende der 1840er Jahre seinen Sitz in einem Gebäude mit dem Namen „Wurmhof in der Wohnung eines alten herabgekommenen deutschen Barons“; nach Ludwig Bachmann befand sich im selben Stockwerk die Wohnung des nachfolgenden Revolutionsführers Ludwig Kossuth, „der viel mit den Herren des Klubs verkehrte“. Die Umwälzungen der ungarischen Revolution von 1848/49 beendeten die frühe Blütezeit des Schachklubs, Grimm und Löwenthal entschlossen sich aus unterschiedlichen Gründen zur Emigration. Die Tätigkeit des Pester Schachklubs erlebte in den folgenden Jahren eine längere Unterbrechung. Um ein dauerhaftes Erlöschen zu verhindern, musste schließlich ein neuer Anlauf unternommen werden.
Den ersten Antrag für eine Neugründung lehnten die österreichischen Behörden 1859 ab. Die Neugründung des Vereins wurde erst fünf Jahre später genehmigt und am 16. Oktober 1864 feierlich vollzogen. Fast drei Jahrzehnte lang, bis zu seinem Tod im Jahr 1893, war der Komponist Ferenc Erkel, der auch als Schachmeister hervortrat, Vorsitzender des Pester Schachklubs.

## Schachpartie von Cseresznyés
|   | a | b | c | d | e | f | g | h |   |
| 8 |   |   |   |   |   |   |   |   | 8 |
| 7 |   |   |   |   |   |   |   |   | 7 |
| 6 |   |   |   |   |   |   |   |   | 6 |
| 5 |   |   |   |   |   |   |   |   | 5 |
| 4 |   |   |   |   |   |   |   |   | 4 |
| 3 |   |   |   |   |   |   |   |   | 3 |
| 2 |   |   |   |   |   |   |   |   | 2 |
| 1 |   |   |   |   |   |   |   |   | 1 |
|   | a | b | c | d | e | f | g | h |   |

Der Sieger der ersten Vereinsmeisterschaft im Jahr 1865 hieß István Cseresznyés. Von ihm ist eine fast zeitlose und schöne Positionspartie erhalten, die er am 24. Februar 1865 in Pest als Anziehender gegen O. Hay spielte.
1. e2–e4 c7–c5
Es wird die Sizilianische Verteidigung gespielt.
2. Sg1–f3 Sb8–c6 3. d2–d4 c5xd4 4. Sf3xd4 e7–e6 5. Lc1–e3 Sg8–f6 6. Lf1–d3 Lf8–e7 7. 0–0 0–0 8. Sb1–c3 d7–d5 9. e4xd5 Sf6xd5 10. Sc3xd5 Dd8xd5 11. c2–c4 Dd5–d7 12. Sd4xc6 Dd7xc6 13. Dd1–c2 f7–f5? 14. f2–f4 b7–b6 15. Ld3–e2 Lc8–a6 16. b2–b3 Ta8–c8 17. Le2–f3 Dc6–c7 18. Dc2–e2 Tf8–f6 19. Ta1–d1 Le7–c5 20. Td1–d2 La6–b7 21. Lf3xb7 Dc7xb7?
Besser war Lxe3+.
22. Le3xc5 b6xc5 23. Tf1–d1 Tf6–g6 24. g2–g3 Db7–c7 25. Td2–d6! Tc8–e8 26. De2–e5 Dc7–a5
Gegen Txe6 gerichtet (siehe Diagramm).
27. b3–b4!
Ein Bauernopfer, um die schwarze Dame von d8 abzulenken.
27. … Da5xb4 23. Td6–d8 Db4–a4 29. Td8xe8+ Da4xe8 30. De5–c7 Schwarz gab auf.

## Neugründung des Budapester Schachklubs
Am 22. Dezember 1894 wurde die Vereinigung des Pester Schachklubs mit der Budapester Schachgesellschaft, die seit 1889 existierte, beschlossen. Eine Woche darauf, am 29. Dezember, wurde offiziell der Budapester Schachklub gegründet. Auch der erneuerte Verein der Hauptstadt Budapest – die 1873 durch Zusammenlegung der zuvor selbständigen Städte Pest, Buda und Óbuda entstanden war – blieb lange Zeit Mittelpunkt der ungarischen Schachwelt. Erst 1911 wurde ein nationaler Schachverband gegründet.

## Internationales Turnier von 1896
Anlässlich der Tausendjahrfeier Ungarns 1896 veranstaltete der Budapester Schachklub ein hochdotiertes internationales Turnier mit zehn ausländischen und drei ungarischen Spitzenspielern (verhindert waren Lasker und Steinitz, die vor Beginn ihres Revanchekampfs um die Weltmeisterschaft standen). Die Turnierleitung übernahm Géza Maróczy, der dann wegen des Ausfalls anderer Spieler kurzfristig selbst als Teilnehmer einsprang. Um den Siegespreis trugen Michail Tschigorin und Rudolf Charousek einen Stichkampf aus, den der russische Meister mit 3:1 gewann. Harry Nelson Pillsbury errang den dritten Preis, und den 4./5. Platz teilten Dawid Janowski und Carl Schlechter. Aus verschiedenen Gründen erschien Maróczys Turnierbuch erst fast ein halbes Jahrhundert später.

## Die spätere Entwicklung bis zur Auflösung des Vereins
Im Jahr 1929 fand zu Ehren des Vereinsgründers das Szén-Gedächtnisturnier statt, das José Raúl Capablanca vor Akiba Rubinstein und Savielly Tartakower gewann. Zehn Jahre später wurde das hundertjährige Bestehen des Budapester Schachklubs (BSK) gefeiert, der sich ganz in die Tradition des Pester Schachklubs stellte.
Während des Zweiten Weltkrieges war die Tätigkeit des Vereins gering. Nach Kriegsende gab es noch zwei bedeutende Schachereignisse, die Veranstaltung der Gedenkturniere für Kornél Havasi 1946 und István Abonyi 1947. Im kommunistischen Ungarn verschlechterten sich die Bedingungen für den geschichtsträchtigen Klub. Der nationale Schachverband wurde 1950 in eine Abteilung der Landesbehörde für Sport und Körpererziehung (OTSH, Országos Testnevelési és Sporthivatal) umgewandelt. Die Sportbehörde forderte den Budapester Schachklub auf, sich mit einem anderen Schachverein zu vereinigen. Als der Klub sich verweigerte, wurde er im August 1951 aufgelöst.